# Edward Pellew
El almirante Edward Pellew, 1.er vizconde de Exmouth, GCB (Dover, 19 de abril de 1757-23 de enero de 1833) fue un oficial naval británico. Luchó en la guerra de Independencia de los Estados Unidos, las guerras revolucionarias francesas y las guerras napoleónicas. Su hermano menor, Israel Pellew, también siguió una carrera en la marina.

## Niñez
Edward Pellew nació en Dover, segundo hijo de Samuel Pellew (1712-1764), comandante de un destacamento de Dover. Su familia era de Cornualles, descendiente de una familia originaria de Normandía, pero que se había asentado en el oeste de Cornualles desde hacía muchos siglos. El abuelo de Edward, Humphrey Pellew (1650-1721), comerciante y dueño de un barco e hijo de un oficial naval, vivió en la mansión Flushing en la parroquia de Mylor. Parte del pueblo de Flushing fue construido por Samuel Trefusis, diputado por Penryn; la otra parte fue construida por Humphrey Pellew, quien fue enterrado allí. También tenía tierras y una plantación en Maryland. Parte del pueblo de Annapolis está ubicado en lo que era, antes de la revolución de las colonias, la tierra de los Pellews. Cuando el padre de Edward falleció en 1764, la familia se mudó a Penzance, y Pellew fue educado unos años en la Escuela de Truro. Fue un joven pugnaz, lo cual no le ganó el cariño de su tutor. Se escapó al mar a sus 14 años, pero poco después desertó debido a tratos injustos de otro guardiamarina.

## Carrera temprana
En 1770 Pellew se unió a la Royal Navy a bordo del HMS Juno, junto al capitán John Stott, y viajó a las islas Malvinas. En 1772 siguió a Stott al Alarm, y en él estuvo en el Mediterráneo por tres años. Como consecuencia de una disputa con su capitán, fue puesto en tierra en Marsella, y allí, tras descubrir que un viejo amigo de su padre estaba al mando de un barco mercante, pudo asegurarse un pasaje a Lisboa y luego a casa. Después sirvió en el Blonde, al mando del capitán Philemon Pownoll, que llevó al general John Burgoyne a América en la primavera de 1776. En octubre, Pellew, junto a otro guardamarina, Brown, fue liberado por el teniente James Richard Dacres para que pudiera servir en el Carleton en el lago Champlain. Durante la batalla de la Isla de Vancouver el 11 de octubre, Dacres y Brown fueron heridos de gravedad, y el mando pasó a Pellew, que gracias a su valentía, logró sacar al barco de un gran peligro. Como premio a su servicio fue nombrado comandante del Carleton de forma inmediata. En diciembre, lord Howe le escribió, prometiéndole una comisión como teniente cuando pudiera llegar a Nueva York, y el siguiente enero, lord Sandwich le escribió prometiéndole ascenderle cuando regresase a Inglaterra. En el verano de 1777, Pellew, junto a un pequeño grupo de marineros, fue adscrito al ejército bajo Burgoyne y estuvo presente en la batalla de Saratoga, en donde murió su hermano menor, John. Él, junto con el resto de la fuerza, fue tomado prisionero. Después de la rendición de Burgoyne en Saratoga, fue repatriado.
Al regresar a Inglaterra fue ascendido, el 9 de enero de 1778, convirtiéndoso así en el teniente de barco guardián Princess Amelia en Portsmouth. Quería ser asignado a un barco que zarpase a mar abierto, pero lord Sandwich consideró que no podía entrar en servicio activo debido a las condiciones de su rendición en Saratoga. Para finales del año fue asignado al Licorne, que en la primavera de 1779, zarpó hacia Newfoundland y regresó en invierno, cuando Pellew fue trasladado al Apollo y reunido con su anterior capitán, Pownoll. El 15 de junio de 1780 el Apollo se enfrentó con un corsario francés de gran tamaño, el Stanislaus, cerca de Ostend. Pownoll murió de un disparo de mosquete, pero Pellew, continuando la acción, desarboló al Stanislaus y lo obligó a dirigirse a la costa, en donde se ocultó bajo la protección de la neutralidad de la misma. El 18 de ese mes, lord Sandwich le escribió: «No me retrasaré en informarle que tengo intenciones de ascenderlo en forma inmediata como recompensa por su conducta galante y de la altura de un oficial», y el 1 de julio recibió su ascenso y el mando de la balandra Hazard,  empleada los siguientes seis meses en la costa este de Escocia. En marzo de 1782, Pellew fue asignado al Pelican, un pequeño barco francés que había sido capturado, tan pequeño que él solía decir que «su sirviente podía peinar su cabello desde la cubierta mientras se estaba sentada en la cabina». El 28 de abril, mientras navegaba por la costa de Bretaña, se enfrentó y ahuyentó a tres corsarios. Fue ascendido nuevamente en reconocimiento por sus acciones el 25 de mayo, y diez días después fue asignado al mando temporal del Artois, con el que el 1 de julio capturó a una fragata corsario de gran tamaño.
Entre 1786 y 1789 comandó el Winchelsea, una fragata en la estación de Newfoundland, regresando a casa todos los inviernos con pasos por Cádiz y Lisboa. Después de eso comandó el Salisbury en la misma estación, como capitán del buque insignia del vicealmirante Mark Milbanke. En 1791 fue dejado libre con media paga y se dedicó a la agricultura en la Granja Treverry, cerca de Helston, una propiedad de su hermano, oficial de aduana en Flushing. Esta experiencia tuvo poco éxito; durante esa época trató de vender un toro que había sido en realidad propiedad de un agricultor vecino. Le ofrecieron un puesto de comandante en la marina rusa pero lo rechazó. Aún estaba enfrentándose a dificultades en su granja cuando el gobierno revolucionario de Francia le declaró la guerra al Reino Unido el 1 de febrero de 1793. Inmediatamente solicitó se le asignase un barco y fue asignado al Nymphe, una fragata de 36 cañones que preparó en tiempo récord. Esperando tener dificultades para conseguir hombres para el barco, había reclutado unos ochenta mineros de Cornwall, que fueron enviados al barco a Spithead. Con ellos y una docena de marineros  —sin contar los oficiales (quienes estaban obligados a ayudar)— logró poner el barco en el mar y gracias a los barcos mercantes en el canal de la Mancha, logró completar su tripulación, pero con muy pocos hombres experimentados. El 18 de junio, el Nymphe zarpó de  Falmouthtras recibir noticias de que dos fragatas francesas habían sido avistadas en el Canal. En la Acción del 18 de junio de 1793, el Nymphe se enfrentó al Cléopâtre, también de 36 cañones y comandado por el capitán Jean Mullon, uno de los pocos oficiales del ancien régime que aún quedaban en la Armada francesa. Luego de una corta pero intensa batalla, el timón y el mástil del Cléopâtre fueron disparados, y el barco, ya inmanejable, cayó presa del Nymphe y fue abordado y capturado. Mullon fue herido de muerte, y murió tratando de tragarse su comisión,  que había confundido con sus órdenes secretas en su agonía mortal. Así fue como el código secreto cayó en manos de Pellew, y fue enviado al Almirantazgo. El Cléopâtre, la primera fragata capturada durante la guerra, fue llevada a Porstmouth, y el 29 de junio Pellew fue presentado ante el rey por John Pitt y fue investido como caballero.

## Servicio durante la guerra revolucionaria francesa

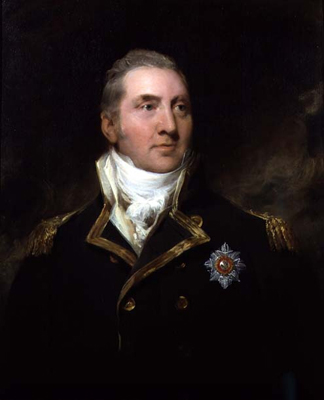
Edward Pellew uniformado

Para 1794 se había convertido en comodoro del Escuadrón de Fragatas Occidental. En 1795 asumió el mando del HMS Indefatigable, el barco con el cual está asociado más estrechamente. El escuadrón también incluía las fragatas Argo, Concord, Révolutionnaire y HMS Amazon.
También era conocido por ser un buen nadador y haber salvado las vidas de varios marineros que habían caído por la borda. El evento más destacado en el que salvó vidas fue el 26 de enero de 1796, cuando el East Indiaman Dutton, que estaba cargado con más de cuatrocientas tropas, además de mujeres y niños, encalló bajo Plymouth Hoe. Debido al bravo mar, la tripulación y los soldados a bordo no pudieron llegar a la costa. Pellew nadó hasta el barco encallado con una cuerda y con la ayuda de un joven irlandés, Jeremiah Coghlan, ayudó a establecer una conexión que salvó a casi todos a bordo: por esa acción recibió el honor de baronet el 18 de marzo de 1796.
El 13 de abril de 1796, cerca de la costa de Irlanda, su escuadrón capturó la fragata francesa Unité, y nueve días después a la Virginie.
Su acción más famosa tuvo lugar el 13 de enero de 1797 cuando, navegando en compañía del HMS Amazon, los británicos avistaron al navío de línea francés Droits de l'Homme de 74 cañones. Normalmente un buque de línea no tendría problemas para enfrentar a dos fragatas, pero con una habilidosa navegación en condiciones de tormenta, las fragatas evitaron recibir el embate de la superioridad de los cañones franceses. A primeras horas de la mañana del 14 de enero, los tres barcos se situaron cerca de la costa en la bahía de Audierne y tanto el Droits de l'Homme como el Amazon terminaron encallando, pero el Indefatibable logró escapar.
Pellew también fue responsable por alistar como marinero al brillante violinista negro y compositor Joseph Antonio Emidy quien había estado tocando para la orquesta de la Ópera de Lisboa.

## Almirantazgo y títulos

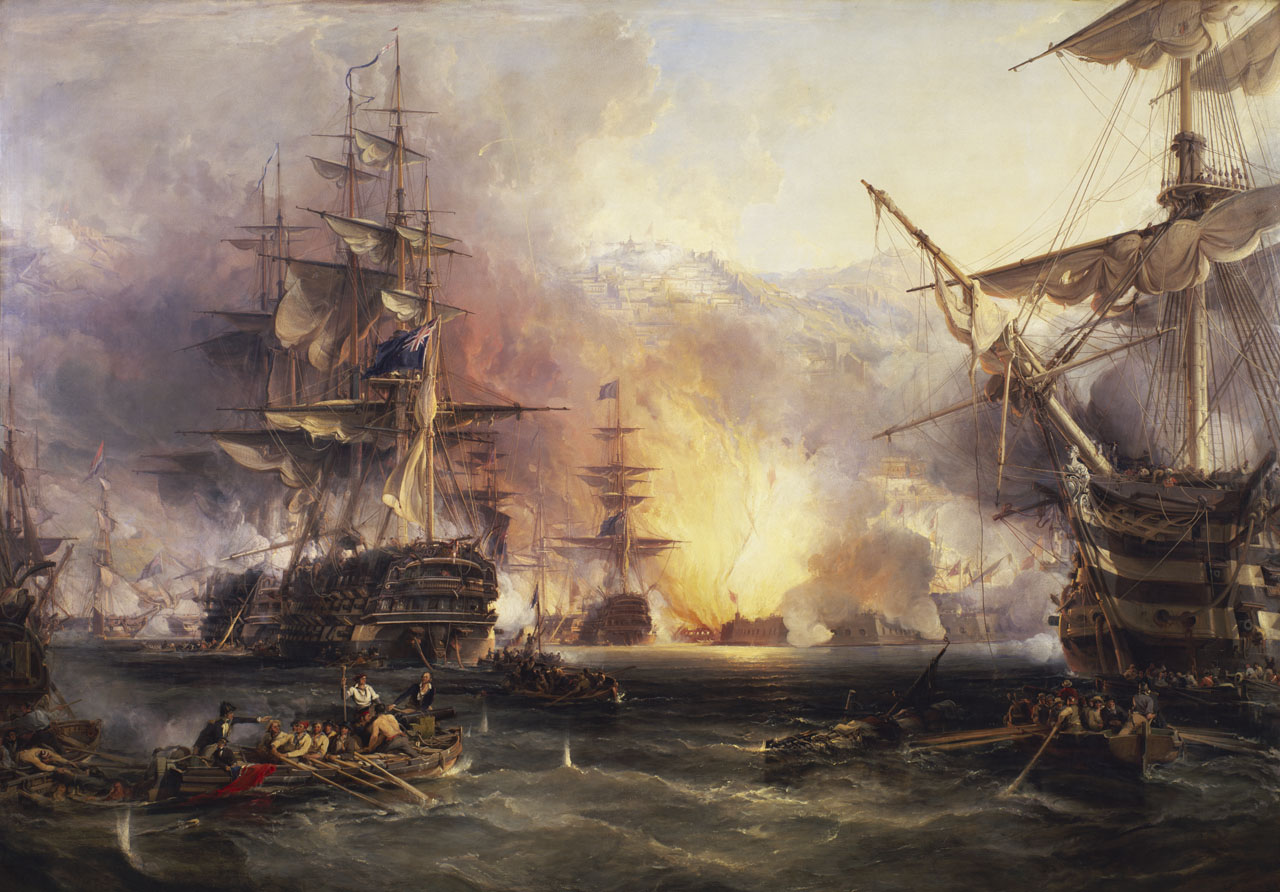
Pintura del bombardeo de Argel, por George Chambers Sr.

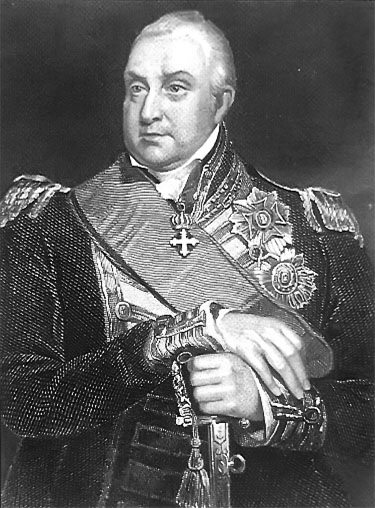
Edward Pellew, lord Exmouth

Pellew fue ascendido a contraalmirante en 1804. Fue nombrado comandante en jefe de la Estación de las Indias Orientales. Le llevó seis meses llegar a Penang, por lo que aceptó su asignación en 1805. A su regreso de Oriente en 1809, fue asignado como comandante en jefe de la Flota del Mediterráneo, posición que ocupó entre 1811 y 1814 y nuevamente de 1815 a 1816.
En 1814 fue nombrado barón de Exmouth de Canonteign. En 1816 lideró a la flota anglo-neerlandesa en contra de los estados berberes y resultó victorioso en el bombardeo de Argel, liberando a 1200 esclavos cristianos en la ciudad. Por esa acción fue nombrado como el 1.er vizconde de Exmouth el 10 de diciembre de 1816. Luego de regresar a Inglaterra se convirtió en comandante en jefe de Plymouth, sirviendo entre 1817 y 1821, cuando se retiró del servicio activo. Continuó asistiendo y dando discursos en la Cámara de los Lores. En 1832 fue nombrado contralmirante del Reino Unido y almirante del Escuadrón Rojo de la Flota de su Majestad, caballero gran cruz de la Orden Militar de Bath, también de la Real y distinguida Orden de Carlos III de España, de la Orden Militar de Guillermo de los Países Bajos, de la Cruz Laureada de San Fernando, de la Orden de los Santos Mauricio y Lázaro de Cerdeña, y caballero de la Suprema Orden de la Santísima Anunciación de la Casa Real de Savoya, Gran Mayordomo de Great Yarmouth, y uno de los Hermanos Sabios de la Honorable Corporación de la Casa de la Trinidad.
Compró la mansión Bitton en Teignmouth en 1812 y fue su hogar hasta su muerte en 1833. Fue enterrado en Christow, en el extremo oriental de Dartmoor. El museo en Teignmouth tiene una colección completa de artefactos que le pertenecieron.

## Matrimonio y familia
El 28 de mayo de 1783 Pellew se casó con Susannah Frowde. El matrimonio tuvo cuatro hijos y dos hijas:
- Emma Mary Pellew, nacida el 18 de enero de 1785. Se casó con el capitán Lawrence Halsted en 1803.
- Pownoll Bastard Pellew, luego 2.º vizconde de Exmouth, nacido el 1 de julio de 1786
- Julia Pellew, nacido el 31 de mayo de 1787
- Fleetwood Broughton Reynolds Pellew, más adelante almirante y caballero, n. 13 de diciembre de 1789
- George Pellew, decano de Norwich, nacido 3 de abril de 1793
- Edward William Pellew, más adelante convertido en ministro, nacido el 3 de noviembre de 1799

## Lugares con su nombre
El grupo de Islas de Sir Edward Pellew, ubicado en el golfo de Carpentaria fue nombrado en honor a Pellew por parte de Matthew Flinders cuando visitó las islas en 1802. Otros lugares en Australia nombrados en su honor son el cabo Pellew (adyacente a las islas) y el golfo de Exmouth. Pellew Island, en Jamaica, también le honra. Sin embargo, aunque muchas veces se dice que Palau (anteriormente las islas Pellew o Pelew), al este de las Filipinas, recibió su nombre por él, en realidad fue nombrado por el capitán Henry Wilson en 1783, mucho antes de que Pellew se volviera famoso. Parece ser una anglicización del nombre nativo de las islas, Belau.
También existe un edificio en el HMS Raleigh (en donde se lleva a cabo el entrenamiento naval básico) nombrado en su honor que es utilizado como dormitorios por los nuevos reclutas, y una unidad de cadetes marinos en Truro llamada T.S. Pellew.
Un edificio en las Barracas Wyvern en Exeter, Devon, que es utilizado como barracón militar temporal y una instalación de entrenamiento para la fuerza de Cadetes del Ejército.